# Енергетична компанія України
Акціонерне товариство «Енергетична компанія України» (АТ «ЕКУ») — національна енерготрейдингова компанія, що здійснює операції з купівлі, продажу та постачання енергоресурсів для комерційних клієнтів.
Компанія на 100 % належить державі в особі Фонду державного майна України.

## Історія
ЕКУ розпочала свою діяльність як трейдингова компанія у серпні 2022 року. Компанію створено без залучення чи передачі державних активів або майна.  з метою посилити конкурентну позицію держави на енергетичних ринках України та Європи.  

## Напрями діяльності
1. Трейдинг і оптимізація портфелю (купівля-продаж електроенергії в оптовому сегменті)
ЕКУ веде операції з купівлі-продажу електроенергії в усіх оптових сегментах ринку. Зокрема, з жовтня 2022 року продає електроенергію на «Українській енергетичній біржі» (УЕБ).
Станом на лютий 2024 року компанія, відповідно до її заяв, входила до топ-5 трейдерів на українському електроенергетичному ринку за обсягами операцій з електроенергією.  
2. Постачання електричної енергії і природного газу для юридичних споживачів
2. Постачання електричної енергії і природного газу для юридичних споживачів
До клієнтського портфелю ЕКУ входять підприємства, які продукують близько 10% ВВП України. Зокрема, ЕКУ постачає електроенергію і природний газ стратегічним державним підприємства, а також приватним підприємствам.
Зокрема, у серпні 2023 року ЕКУ виграло тендер на постачання електроенергії для близько 60 підприємств АТ «Українська оборонна промисловість» (Укроборонпром) на суму понад 1 млрд грн. Економія Укроборонпрому під час закупівлі становила майже 50 млн грн від очікуваної вартості. 
У листопаді 2023 року ЕКУ виграла тендер на постачання електроенергії АТ «Укрпошта». За повідомленням поштового оператора, йому вдалося заощадити на закупівлі близько 14 млн грн від очікуваної вартості.  
3. Імпорт та експорт електроенергії (Словаччина, Румунія, Польща, Угорщина, Молдова)
У серпні 2022 року компанія вперше виборола право постачати електроенергію до Румунії та до Словаччини. 
У жовтні 2022 року ЕКУ отримала право експортувати електроенергію до Польщі потужністю 110 МВт (50% запропонованого на аукціоні обсягу експорту). 
Під час ОЗП 2022-2023 рр. ЕКУ стала другим за обсягом імпортером електроенергії з ЄС. 
4. Оптимізація небалансів електроенергії у балансуючій групі ЕКУ
У листопаді 2022 року ЕКУ створила першу державну балансуючу групу учасників ринку електроенергії, до якої приєднався найбільший у країні виробник електроенергії НАЕК «Енергоатом». 
Станом на листопад 2023 року балансуюча група ЕКУ посідала друге місце за розміром на ринку електроенергії України. До її складу також увійшла низка виробників зеленої енергії, а також великих споживачів електроенергії. За перший рік роботи групи балансуючої групи ЕКУ державні компанії, які входять до її складу, змогли заощадити понад 565 млн грн. 
5. Контракти і послуги для виробників електроенергії з відновлювальних джерел
ЕКУ станом на початок 2024 року входила до ТОП-2 трейдерів зеленої електроенергії на вільному ринку України. 
Співпраця ЕКУ з виробниками зеленої електроенергії полягає у 100% викупі електроенергії згідно прогнозного графіка, а також оптимізації небалансів у межах балансуючої групи. 
У листопаді 2023 року ЕКУ долучилася до Української вітроенергетичної Асоціації, яка об’єднує 100% виробників електроенергії з енергії вітру в Україні.  

## Фінансові показники
ЕКУ стала прибутковою у перший же рік своєї діяльності як трейдингова компанія. Чистий прибуток АТ «ЕКУ» за 5 місяців 2022 року становив 33,9 млн грн. 
У 2023 році чистий прибуток компанії зріс у понад 4 рази і сягнув 148,9 млн грн. Сумарні відрахування ЕКУ до державного бюджету за підсумками роботи в 2023 році перевищать 209,4 млн грн.  Компанія стала №1 за розміром чистого прибутку серед підприємств, що входять до управління Фонду державного майна України.

## Корпоративне управління
Компанія підпорядкована Фонду державного майна України, який володіє 100% акцій Товариства. 
ЕКУ пройшла аудит фінансової звітності за 2022 рік, незалежним аудитором виступила компанія ТОВ АФ «ПрайсвотерхаусКуперс (Аудит)».